# Karl Lueger

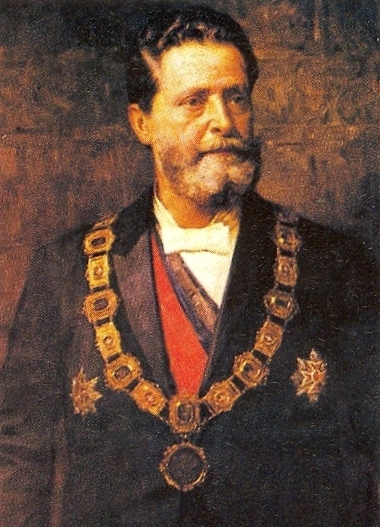
Karl Lueger

Karl Lueger [luˈeːɡər] (Wenen, 24 oktober 1844 - aldaar, 10 maart 1910) was een Oostenrijkse politicus. Hij was burgemeester van Wenen en afgevaardigde in de Rijksraad, het toenmalige parlement. Hij stond bekend om zijn antisemitisme en racistische politiek. Adolf Hitler heeft in zijn boek Mein Kampf beschreven hoezeer het antisemitisme van Lueger hem beïnvloed heeft.

## Achtergrond

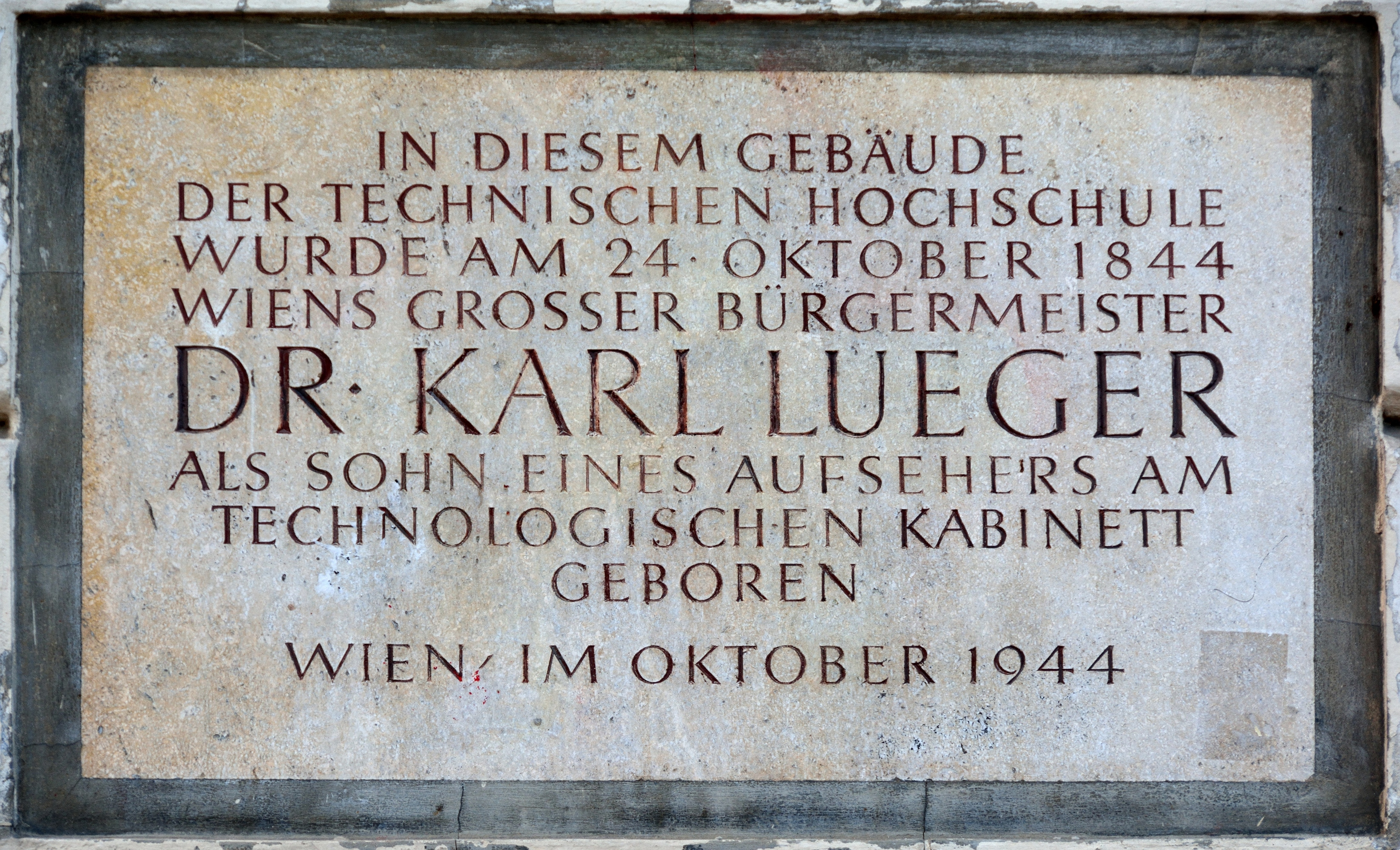
Plaquette aan het geboortehuis van Karl Lueger

Karl Lueger kwam van een bescheiden achtergrond, geboren in Wieden, zoon van Leopold Lueger uit Neustadtl an der Donau en diens vrouw Juliane. Zijn geboortehuis is nu het westelijke deel van het hoofdgebouw van de Weense Universiteit van Technologie op de Karlsplatz. 
Hij volgde les als dagstudent aan de vermaarde Theresianum-kostschool.  Hij studeerde rechten aan de Universiteit van Wenen en behaalde zijn doctoraat in 1870. Tijdens zijn studententijd was hij lid van de Katholieke Studentenvereniging (Katholische akademische Verbindung Norica Wien, K.A.V. Norica Wien).

## Loopbaan
Lueger vestigde zijn eigen advocatenkantoor in Wenen en werd al snel bekend als een raadsman van “de kleine lieden”, waardoor hij in de politiek belandde. Hierbij volgde hij het voorbeeld van de populaire Joodse politicus Ignas Mandl, bekend als “God van de gewone mensen”, deze was tevens zijn mentor.
In 1875 werd hij verkozen tot afgevaardigde van de gemeenteraad van Wenen (Gemeinderat). Hij won populariteit door fel gekant te zijn tegen corruptie.
Lueger ging samenwerken met de sociaal-politieke activist Baron Vogelsang, die een grote invloed zou uitoefenen op de latere Christelijk-Socialen. In 1885 werd Lueger gekozen tot lid van de Reichsrat, het Oostenrijkse parlement, waar hij al snel een belangrijke rol ging spelen.
In 1887 stemde Lueger voor een motie van de hand van Georg Ritter von Schönerer, een tijdgenoot die gedurende zijn politieke carrière steeds conservatiever wordt en uiteindelijk een filosofie ontwikkelt die elementen van o.a. gewelddadig antisemitisme, antislavisme, nationalisme en pan-germanisme verenigt. De betreffende motie is gericht op het beperken van de immigratie van Russische en Roemeense Joden. Hij stichtte in 1893 de Christelijk-Sociale Partij (CS), deze partij won de verkiezingen in Wenen herhaaldelijk.
Na de verkiezingen in 1895 voor de Weense gemeenteraad, nam de Christelijk-Sociale Partij het roer in handen met twee derde van de zetels en hielp zo Lueger de meerderheid te behalen. Het kostte nochtans twee extra jaren om de overwinning op te eisen, door de tegenstand van de eerste minister Kasimir Felix en drie weigeringen van keizer Franz Joseph, die hem zag als een gevaarlijke revolutionair. Na de persoonlijke inmenging van Paus Leo XIII werd zijn verkiezing eindelijk geldig verklaard in 1897.
Lueger is van 1897 tot aan zijn dood in 1910 burgemeester van Wenen geweest.

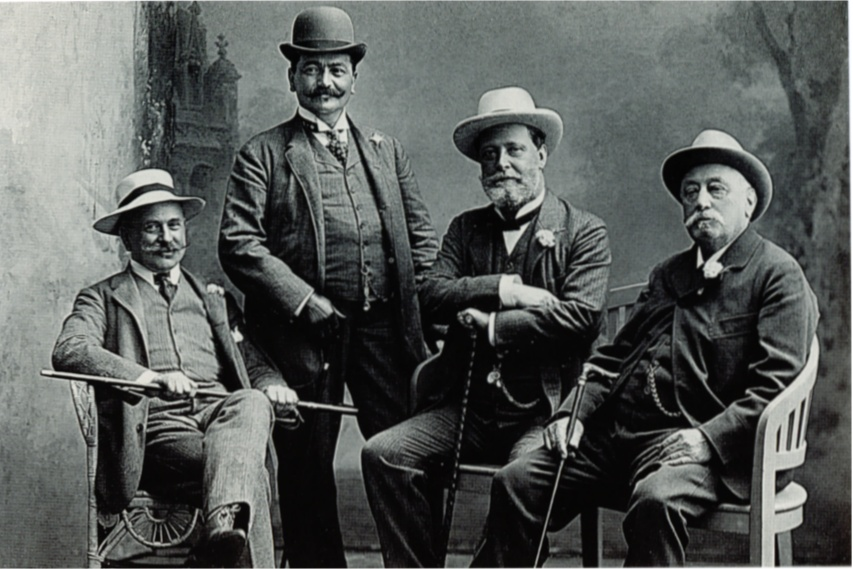
Lueger (tweede van rechts) met andere CS leiders

## Antisemitisme
Lueger stond bekend om zijn antisemitisme en noemde zichzelf een bewonderaar van Edouard Drumont, die de Ligue antisémitique de France stichtte in 1889.
Behalve aan Joden had Lueger ook een hekel aan alle andere niet Duits-sprekende minderheden in Oostenrijk-Hongarije. Hoewel geen expliciete pan-Germanist, bepleitte Lueger racistisch beleid tegen niet-Duits sprekende minderheden in Oostenrijk – Hongarije. Hij stemde in 1887 voor beperking van de immigratie van Joden uit Roemenië en Rusland.
Hij steunde ook publiekelijk de volksbeweging van Guido von List en creëerde de bijnaam Judapest voor de rivaliserende Hongaarse hoofdstad.
Luegers antisemitisme werd door Adolf Hitler gezien als een inspiratie voor zijn eigen politiek.
De historicus Léon Poliakov schrijft in De geschiedenis van antisemitisme over Lueger als iemand die tijdens zijn politieke carrière voortdurend conservatiever wordt en uiteindelijk een filosofie ontwikkelt die componenten van onder andere gewelddadig antisemitisme, antislavisme, nationalisme en pan-germanisme verenigt.

## Stedelijk sociaal beleid
Karl Lueger stond bekend als pionier van een stedelijk sociaal beleid. Hij liet talloze nieuwe scholen bouwen, hij richtte een stedelijk gas-, water- en elektriciteitsbedrijf op. Hij voorzag  grote delen van Wenen van waterleiding. Daarnaast liet hij een uitstekend net van tramlijnen oprichten, hij organiseerde een voedselprogramma voor ondervoede kinderen en wat betreft de sociale woningbouw en stadsvernieuwing was hij zijn tijd ver vooruit. Hij had feilloos oor voor de gevoelens van de gemiddelde Duits-Weense burger, de gewone man, de middenstander die bang was voor industrialisatie en alles wat de moderne tijd verder met zich meebracht.

## Prestaties als gemeentelijk bestuurder
Hoe twijfelachtig Luegers persoonlijke visies over ras en religie ook waren, hij was een zeer goede burgemeester van Wenen voor wat betreft de gemeentelijke organisatie en lokale politiek. Lueger wou Wenen een van de mooiste tuinsteden maken.
Een aanzienlijk deel van de infrastructuur en voorzieningen die ook heden ten dage nog voor de hoge levensstandaard in Wenen zorgen is onder zijn leiding tot stand gekomen. De bekendste voorziening die hij liet aanleggen was het eerder genoemde waterleidingssysteem (Hochquellwasserleitung), waarvan het water de kwaliteit van mineraalwater had. Deze voorziening was voor grote delen van de stad beschikbaar. Daarnaast kwam onder zijn leiding een geïntegreerd openbaar vervoerssysteem tot stand, waarvan de stad zelf eigenaar was. Hij zorgde tevens voor verschillende instellingen voor sociaal welzijn. Hij legde de voorsteden aan, bouwde parken en tuinen, ziekenhuizen en scholen.
Lueger werd populair bij de inwoners van Wenen en kreeg de bijnaam der schöne Karl. Onder zijn leiding werd Wenen een machtige hoofdstad. 
Toch wordt hij ook gezien als iemand die zich voornamelijk richt op het vergroten van de invloed van de kerk en het verkrijgen van stemmen.

Lueger bleef burgemeester van Wenen tot hij in 1910 overleed aan diabetes mellitus. Hij werd begraven in de crypte van de nieuw gebouwde Karel Borromeuskerk op het Zentralfriedhof, die ook wel de Dr. Karl Lueger-herdenkingskerk genoemd wordt.

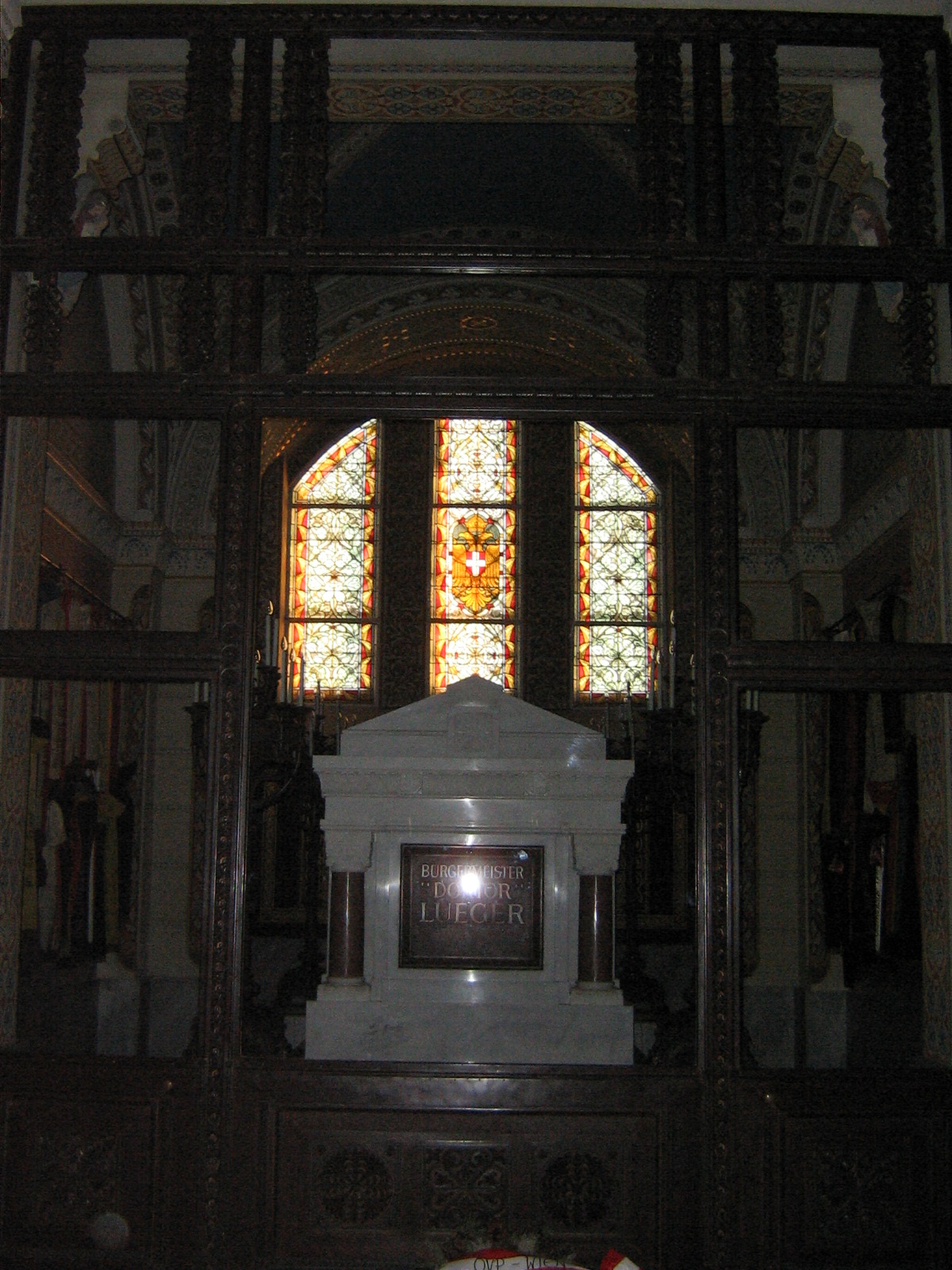
Luegers graf

## Nalatenschap
De grootsheid van Wenen is de oorzaak dat Lueger vaak een positief oordeel krijgt in de Weense geschiedenis, ondanks de eerder genoemde negatieve zaken, die de afgelopen jaren echter weer veel aandacht hebben gekregen. Dat zijn erfenis ook honderd jaar na diens dood voor verdeeldheid zorgt blijkt uit de gemengde reacties op het hernoemen van de sinds 1934 naar hem genoemde Dr.-Karl-Lueger-Ring, een onderdeel van de Weense Ringstraße. Deze kreeg in 2012 de nieuwe naam Universitätsring. Maar er zijn in de stad nog allerlei aan Lueger gewijde standbeelden en andere herdenkingsmonumenten.